# Higa Ryoto
Ryoto Higa (sinh ngày 17 tháng 10 năm 1990) là một cầu thủ bóng đá người Nhật Bản.

## Sự nghiệp câu lạc bộ
Ryoto Higa đã từng chơi cho FC Gifu và Blaublitz Akita.